# Hamuka
A hamuka (Berteroa) a keresztesvirágúak (Brassicales) rendjébe, ezen belül a káposztafélék (Brassicaceae) családjába tartozó nemzetség.

## Rendszerezés
A nemzetségbe az alábbi 5 faj tartozik:
- Berteroa gintlii Rohlena
- fehér hamuka (Berteroa incana) (L.) DC.
- Berteroa mutabilis (Vent.) DC.
- Berteroa obliqua (Sm.) DC.
- Berteroa orbiculata DC.

## Képek

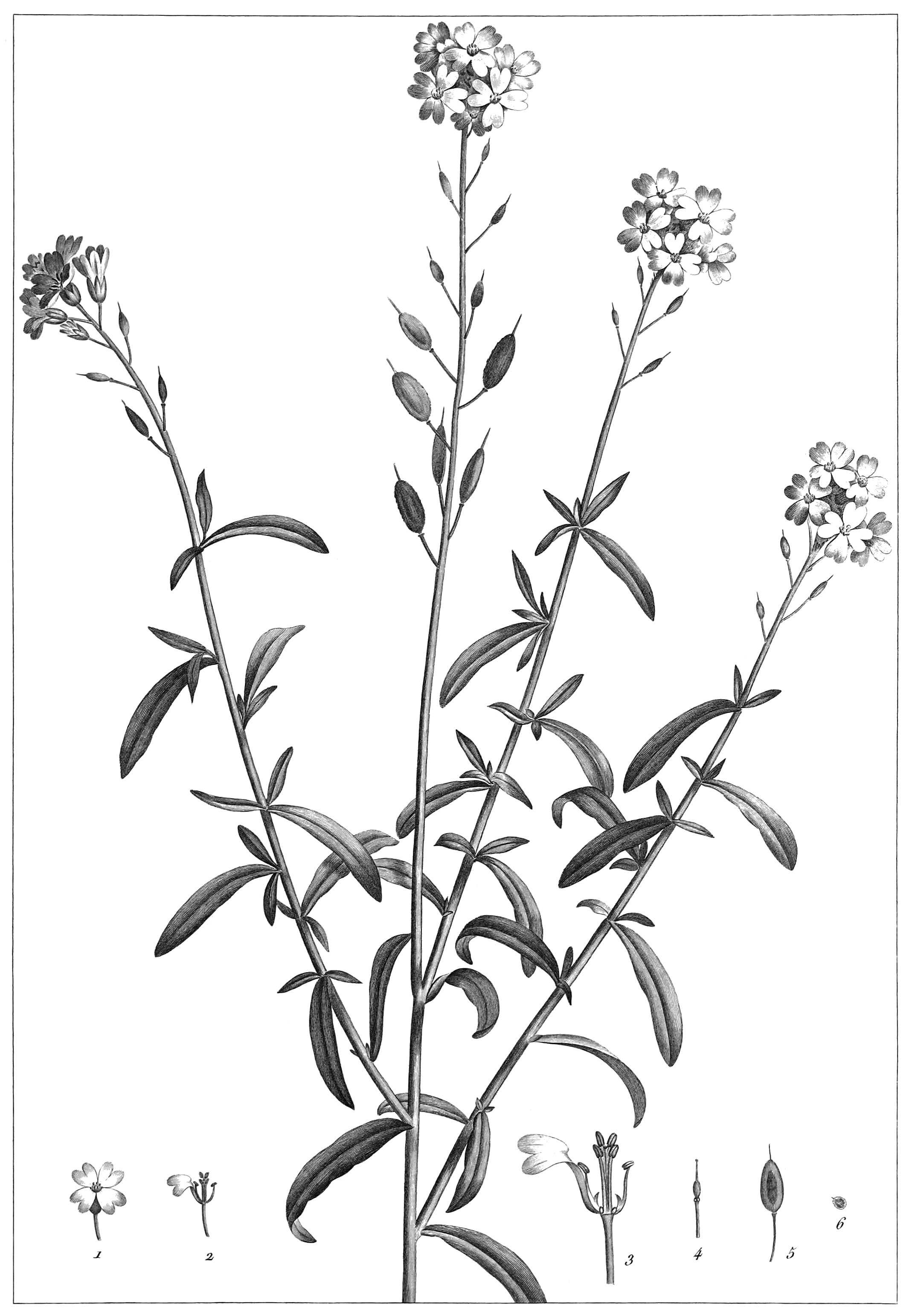
Berteroa mutabilis
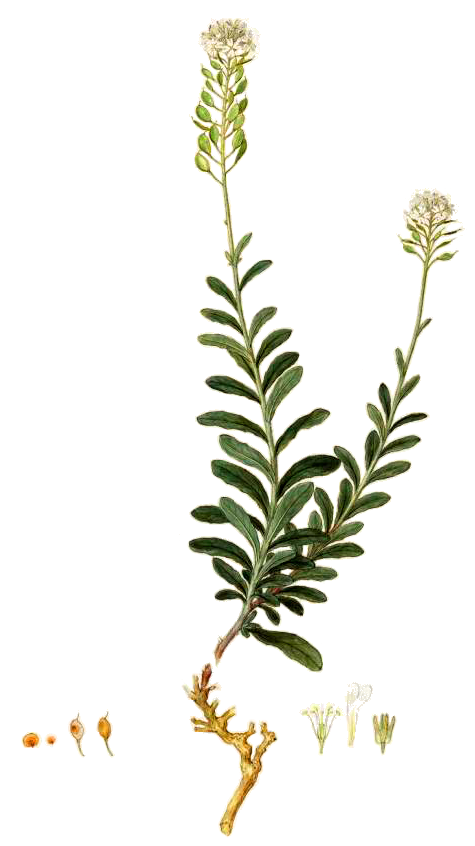
Berteroa obliqua